# The Best of Celine Dion
A The Best of Celine Dion Céline Dion kanadai énekesnő tizennegyedik, francia nyelvű albuma, mely több európai országban is megjelent 1988 során. Ez az énekesnő harmadik válogatásalbuma. Németországban Vivre címmel jelent meg.

## Háttér
A The Best of Celine Dion című válogatásalbumon Céline Dion korábbi dalai hallhatók. Az album megjelenése a Ne partez pas sans moi című dal sikerének köszönhető, mellyel 1988. április 30-án az énekesnő megnyerte az 1988-as Eurovíziós Dalfesztivált. Az album 100 000 példányban kelt el.
A lemez a korábban Franciaországban megjelent kislemezekből áll össze: D'amour ou d'amitié (1983), Mon ami m'a quittée (1983), C'est pour vivre (1985), Billy (1986), Je ne veux pas (1987), La religieuse (1988) és a Ne partez pas sans moi (1988). Az utóbbi négyet Kanadában sosem adták ki.

## Az album dalai
| #   | Cím                      | Szerző(k)                                    | Hossz |
| --- | ------------------------ | -------------------------------------------- | ----- |
| 1.  | Ne partez pas sans moi   | Nella Martinetti, Atilla Şereftuğ            | 3:07  |
| 2.  | Billy                    | Eddy Marnay, Patrick Lemaitre                | 3:09  |
| 3.  | Je ne veux pas           | Marnay, Romano Musumarra                     | 4:06  |
| 4.  | D'amour ou d'amitié      | Marnay, Roland Vincent, Jean Pierre Lang     | 4:05  |
| 5.  | Mon ami m'a quittée      | Marnay, Christian Loigerot, Thierry Geoffroy | 3:05  |
| 6.  | C'est pour vivre         | Marnay, André Popp                           | 4:04  |
| 7.  | La religieuse            | Didier Barbelivien                           | 3:32  |
| 8.  | C'est pour toi           | Marnay, François Orenn                       | 4:07  |
| 9.  | Les chemins de ma maison | Marnay, Lemaitre, Alain Bernard              | 4:16  |
| 10. | Trois heures vingt       | Marnay, Lemaitre                             | 3:41  |
| 11. | Les oiseaux du bonheur   | Marnay, Popp                                 | 3:43  |
| 12. | Benjamin                 | Marnay, Pierre Papadiamandis                 | 4:38  |

## Megjelenések
| Terület                             | Megjelenés | Kiadó   | Formátum        | Katalógusszám |
| ----------------------------------- | ---------- | ------- | --------------- | ------------- |
| Dánia, Franciaország, Spanyolország | 1988       | Carrere | CD              | 96-545        |
| Dánia, Franciaország, Spanyolország | 1988       | Carrere | Hanglemez       | 66-545        |
| Dánia, Franciaország, Spanyolország | 1988       | Carrere | Compact kazetta | 76-545        |
| Németország                         | 1988       | Carrere | CD              | CAR 8 26833   |
| Németország                         | 1988       | Carrere | Hanglemez       | CAR 6 26833   |
| Németország                         | 1988       | Carrere | Kazetta         | CAR 4 26833   |
| Svájc                               | 1988       | Mega    | CD              | MRCD 3314     |
| Svájc                               | 1988       | Mega    | Hanglemez       | MRLP 3314     |
| Svájc                               | 1988       | Mega    | Kazetta         | MRMC 3314     |

## Fordítás
Ez a szócikk részben vagy egészben  a   The Best of Celine Dion című angol Wikipédia-szócikk ezen változatának fordításán alapul.  Az eredeti cikk szerkesztőit annak laptörténete sorolja fel. Ez a jelzés csupán a megfogalmazás eredetét és a szerzői jogokat jelzi, nem szolgál a cikkben szereplő információk forrásmegjelöléseként.